# Mayaki Dey
Mayaki Dey (auch: Mayakidey, Mayakidèye, Mayaki Dèye) ist ein Dorf in der Landgemeinde Tessa in Niger.

## Geographie
Das von einem traditionellen Ortsvorsteher (chef traditionnel) geleitete Dorf liegt rund vier Kilometer nördlich des Hauptorts Tessa der gleichnamigen Landgemeinde, die zum Departement Dosso in der Region Dosso gehört. Die Regionalhauptstadt Dosso befindet sich etwa 32 Kilometer nordwestlich von Mayaki Dey. Beim Dorf verläuft das Trockental Dallol Foga.
Es herrscht das Klima der Sudanzone vor, mit einer durchschnittlichen jährlichen Niederschlagshöhe zwischen 600 und 700 mm.

## Geschichte
Bei Überschwemmungen im Jahr 2016 stürzten 27 Häuser im Ort ein.

## Bevölkerung
Bei der Volkszählung 2012 hatte Mayaki Dey 751 Einwohner, die in 71 Haushalten lebten. Bei der Volkszählung 2001 betrug die Einwohnerzahl 632 in 76 Haushalten und bei der Volkszählung 1988 belief sich die Einwohnerzahl auf 385 in 43 Haushalten.

## Wirtschaft und Infrastruktur
Im Dorf ist ein Gesundheitszentrum des Typs Centre de Santé Intégré (CSI) vorhanden, das über ein eigenes Labor und eine Entbindungsstation verfügt. Es gibt eine Schule. Am Ortsrand verläuft die 57,8 Kilometer lange Route 335 zwischen der Regionalhauptstadt Dosso und dem Gemeindehauptort Zabori. Es handelt sich um eine einfache Piste.

## Persönlichkeiten
- Mounkaïla Issa (* 1955), General und Politiker